# Verkehrszelle

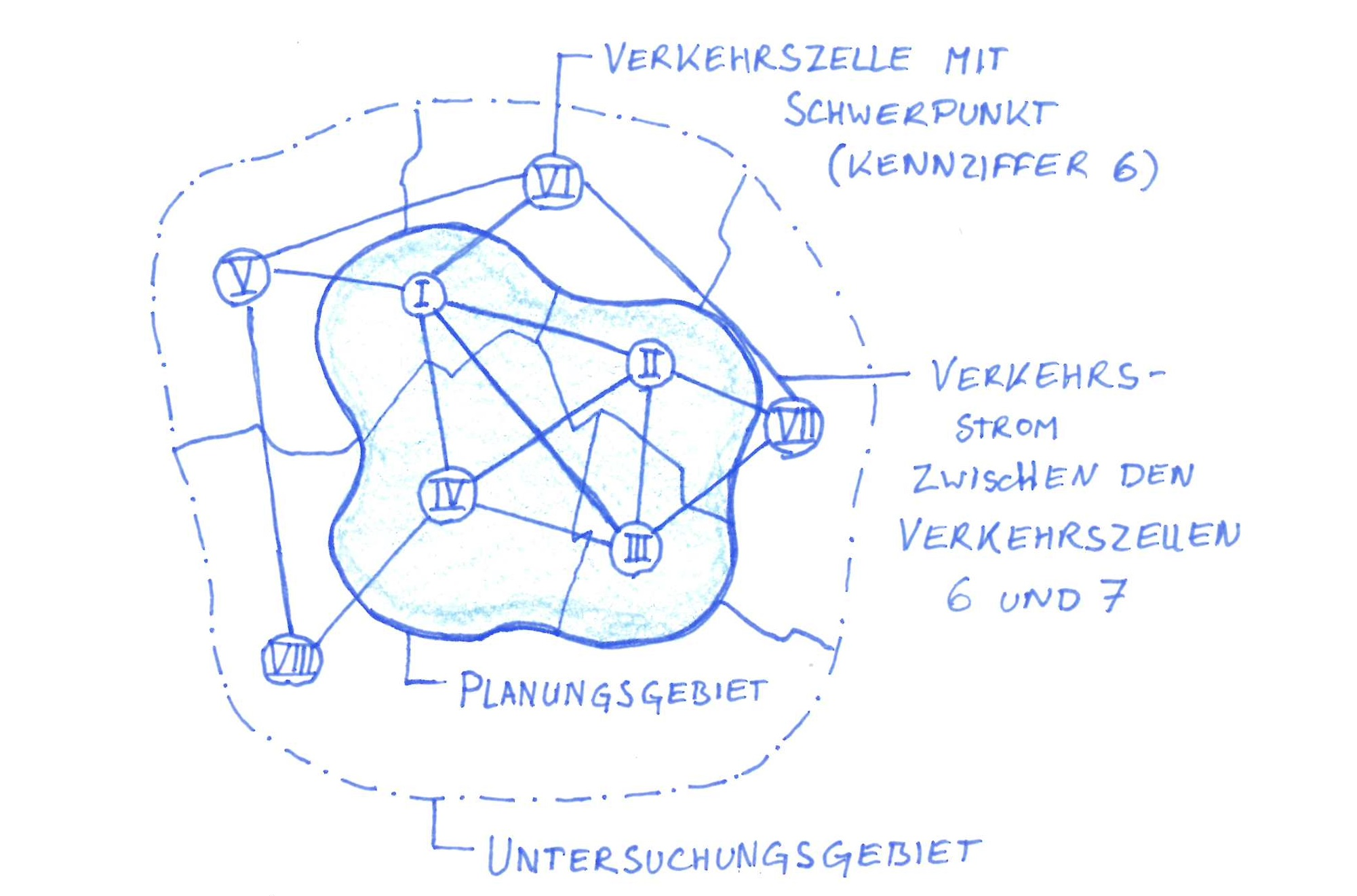
Prinzipskizze eines Untersuchungs- und Planungsgebietes, jeweils unterteilt in Verkehrszellen

Verkehrszelle oder Verkehrsbezirk bezeichnet in der Verkehrsplanung einen räumlich abgegrenzten Teil eines Untersuchungsgebietes oder Planungsgebietes, der als Bezugseinheit bei der Verkehrsanalyse und Verkehrsprognose dient.

## Theoretische Grundlagen
Mit Hilfe von Verkehrszellen können vorhandene, geplante oder prognostizierte Strukturdaten, Verkehrsmengen und Verkehrsbeziehungen in einem Untersuchungsgebiet oder Planungsgebiet erfasst und lokalisiert werden. Des Weiteren lassen sich Gesetzmäßigkeiten des Verkehrsaufkommens erkennen und berücksichtigen sowie Verkehrsströme kodieren, darstellen, modellieren und berechnen.
Maßgebend für die Abgrenzung von Verkehrszellen ist meist die administrative Gliederung (Stadtbezirke, Landkreise etc.) eines Untersuchungsgebietes oder Planungsgebietes, da für diese Gebietseinheiten in der Regel die für die Verkehrsuntersuchung wichtigen Strukturdaten (Anzahl Einwohner und Arbeitsplätze, Einzelhandelsflächen etc.) zur Verfügung stehen. Natürliche oder künstliche Zäsuren (Flüsse, große Industrieanlagen etc.) und Einteilungen andere Fachplanungen (beispielsweise Regionalplanung oder Stadtplanung) können ebenfalls die Grenzen von Verkehrszellen bilden.
Um die einzelnen Verkehrszellen unterscheiden zu können, erhalten diese eine individuelle Nummer. Die Anzahl und Größe der Verkehrszellen in einem Untersuchungsgebiet oder Planungsgebiet hängt vom Planungsgegenstand und der Planungsaufgabe ab. Grundsätzlich wird darauf geachtet eher kleinere Verkehrszellen zu bilden, da das Aufteilen zu einem späteren Zeitpunkt im Planungsprozess kaum mehr möglich ist.

## Anwendungsbeispiel
Größere Städte nutzen für die Analyse und Prognose des Verkehrs komplexe Verkehrsmodelle. Um ein möglichst realistisches Abbild des Verkehrsgeschehens im Verkehrsmodell zu erhalten, wird sowohl das Stadtgebiet als auch das angrenzende Umland in eine Vielzahl von Verkehrszellen eingeteilt. Je nach Stadtgröße und Planungsaufgabe kann die Anzahl dabei zwischen einigen hundert bis zu mehreren tausend Verkehrszellen betragen. Im Verkehrsmodell sind jeder Verkehrszelle die für die Untersuchung notwendigen Strukturdaten (wie etwa Anzahl Einwohner und Arbeitsplätze, Einzelhandelsflächen etc.) zugeordnet.
Die eingegebenen Daten dienen als Grundlage für die Berechnung der zukünftige Entwicklung des Verkehrsgeschehens im Stadtgebiet. So kann beispielsweise mit dem Verkehrsmodell ermittelt werden, welche Dimension die Verkehrsströme zwischen den einzelnen Verkehrszellen annehmen, wenn Veränderungen im Verkehrsnetz oder in den Strukturdaten vorgenommen werden.